# 본토 결전
본토 결전(일본어: 本土決戦)은 태평양 전쟁 말기 제2차 세계 대전 (태평양 전쟁)에서 상정된 일본 제국 본토로 연합군이 상륙하는 전투에 대해 일본 측이 부르는 호칭이다.
미군과 영국군, 프랑스군을 중심으로 한 연합군은 1945년 가을 이후에 '몰락 작전'을 개시하기로 고, 일본군은 모든 것을 이 전투로 결정한다는 의미에서 '결호 작전'이라고 칭하는 방위 작전을 계획하고 있었다. 그러나 1945년 8월에 일본이 포츠담 선언을 수락하고 항복했기 때문에 본토 결전은 행해지지 않았다.